# Agave vivipara
Espèce
Classification phylogénétique
Agave vivipara est une espèce de plantes monocotylédones de la famille des Agavaceae, originaire du Mexique.
Cette espèce a parfois été confondue avec Agave angustifolia Haw. considérée désormais comme une espèce distincte.

## Description
La tige forme un tronc court, qui porte des feuilles lancéolées de 1,2 m de long sur 10 cm de large lance-courtes 120  cm de long et 10 cm de large, de couleur vert pâle à gris, à la bordure blanche, généralement concave à la face supérieure (et convexe à la face inférieure).
Chaque feuille porte une épine terminale marron foncé  d'environ 3 cm de long brun foncé.
L'inflorescence, longue de 3 à 5 m porte des fleurs jaune-vert disposées en ombelles.

## Distribution
L'aire de répartition originelle de cette espèce se situe au Mexique, mais elle s'est naturalisée dans diverses régions du monde, comme par exemple en Afrique du Sud,
et au Portugal

## Liste des variétés
Selon The Plant List (5 avril 2016) :
- variété Agave vivipara var. deweyana (Trel.) P.I.Forst.
- variété Agave vivipara var. letonae (F.W.Taylor ex Trel.) P.I.Forst.
- variété Agave vivipara var. nivea (Trel.) P.I.Forst.
- variété Agave vivipara var. rubescens (Salm-Dyck) P.I.Forst.
- variété Agave vivipara var. sargentii (Trel.) P.I.Forst.

## Liste des sous-espèces et variétés
Selon Tropicos (5 avril 2016) (Attention liste brute contenant possiblement des synonymes) :
- sous-espèce Agave vivipara cv marginata (hort. ex Gentry) P.I. Forst.
- sous-espèce Agave vivipara cv variegata (Trel.) P.I. Forst.
- variété Agave vivipara var. bromeliifolia (Salm-Dyck) A. Terracc.
- variété Agave vivipara var. cabaiensis Hummel
- variété Agave vivipara var. cuebensis Hummel
- variété Agave vivipara var. deweyana (Trel.) P.I. Forst.
- variété Agave vivipara var. letonae (F.W. Taylor ex Trel.) P.I. Forst.
- variété Agave vivipara var. nivea (Trel.) P.I. Forst.
- variété Agave vivipara var. rubescens (Salm-Dyck) P.I. Forst.
- variété Agave vivipara var. sargentii (Trel.) P.I. Forst.
- variété Agave vivipara var. vivipara